# Panteón del Tepeyac

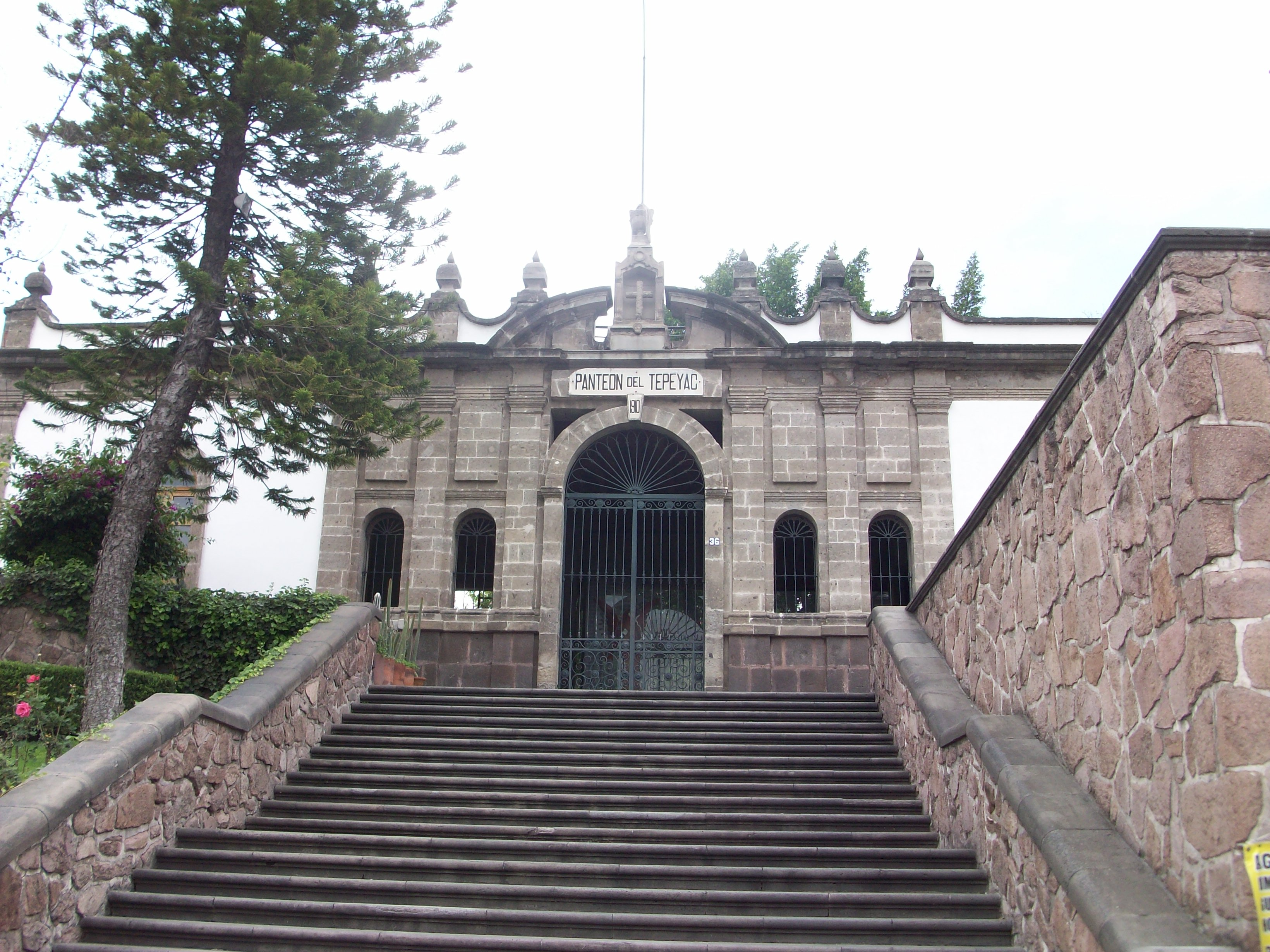
Entrada principal del panteón.

El panteón del Tepeyac es un cementerio y museo, ubicado dentro de la Basílica de Guadalupe, en Ciudad de México. Su acceso es restringido, únicamente se le permite la entrada a los familiares de algún difunto sepultado dentro del sitio, o a las personas que agendan una cita para poder entrar en una visita guiada al museo de dicho camposanto.
Considerado como el panteón más antiguo de la ciudad, por sus registros de entierros desde el siglo XVII, dentro de él se albergan a algunas personalidades mexicanas y extranjeras.

## Historia
Desde tiempos de la era prehispánica los aztecas adoraban en el cerro del Tepeyac a Tonanzin la diosa de la fertilidad, el renacimiento y la que guiaba hacia el camino de la muerte. Esta diosa tenía su templo en donde hoy está la Basílica de Guadalupe, cuenta la leyenda que el indio Juan Diego cuando murió pidió que sus restos fueran sepultados en lo que hoy es el panteón. Es un camposanto que data de la época colonial, aún se encuentra en actividad, este cementerio se ubica en el lado poniente de la cima del cerro del Tepeyac, extendiéndose hasta la parte trasera del cerro, al lado de la capilla del Cerrito. El cementerio fue construido como complemento de la capilla del Cerrito en 1740, pero su portada de acceso actual es de 1865.

## Personas notables sepultadas

### Presidentes de la República

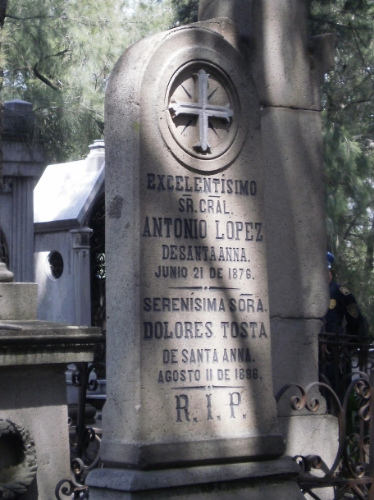
Tumba de Antonio López de Santa Anna y de su segunda esposa, Dolores Tosta de López de Santa Anna, dentro del panteón.

- Antonio López de Santa Anna, (1794-1876), presidente en 11 ocasiones, la última del 20 de abril de 1853 al 12 de agosto de 1855, donde utilizó el título de Su Alteza Serenísima.[4][5]
- José Mariano Salas (1797-1867), presidente provisional en dos ocasiones.[6][4]
- Félix María Zuloaga (1813-1898), presidente interino de 1860 a 1862.[7][4]

### Políticos y militares
- Mariano Moctezuma Barragán. Secretario de comunicaciones y obras públicas, Director de Palacio de Minería por 24 años, Actuario en la expropiación petrolera, Fundador de la SEP junto José Vasconcelos.
- Juan Barragán Rodríguez. Jefe de seguridad de Venustiano Carranza, Gobernador de San Luis Potosí y Diputado.
- Juan Andreu Almazán. Candidato a la Presidencia de México en 1940 por parte del PRUN.
- Antonio Martínez de Castro Meza y Gómez. Político, presidente de la SCJN.
- Benito Antonio Tajonar Hernández. Gobernador Interino del Estado de Morelos en 1913 y Gobernador Provisional del Estado de Morelos de 1919 a 1920.
- Ignacio Trigueros Olea. Ministro de Hacienda de 1841 a 1844; Gobernador del Distrito Federal.
- Bernardo Reyes. General que participó en la Decena Trágica, febrero de 1913.
- Lauro Villar Ochoa. General que participó en la Decena Trágica, febrero de 1913.
- Anastasio Zerecero Azpeytia. Militar e historiador. Combatió en la Guerra de Reforma y la intervención de Francia en México de 1862. Sus restos se encuentra en el Museo Panteón de San Fernando.
- Miguel López. Coronel del ejército imperialista de México, facilitó la entrada a los republicanos al Segundo Imperio Mexicano.
- Nicolás Régules. Militar de origen español. Combatió en la Guerra de Reforma y la intervención de Francia en México de 1862.
- Victoriano Cepeda Camacho. Militar y político; gobernador de Coahuila. Sus restos se encuentran en la Rotonda de los Coahuilenses Ilustres.
- Francisco Naranjo de la Garza. Militar, combatió en la Guerra de Reforma, intervención de Francia en México de 1862 y la Revolución de Tuxtepec.
- Protasio Tagle Frago. Secretario de Educación Pública y de Gobernación durante el periodo de Porfirio Díaz.
- José María Yáñez. Militar y político. Participó en la Independencia de México, la Guerra de los Pasteles, la Guerra de México - Estados Unidos de 1847 y la Segunda Intervención Francesa.

### Escritores, poetas, historiadores y periodistas
- Xavier Villaurrutia. Poeta; sus escritos se relacionan con la muerte.
- Manuel Orozco y Berra. Historiador, miembro de la Academia Mexicana de la Lengua.
- Alfredo Chavero. Poeta, historiador, arqueólogo y novelista, miembro de la Academia Mexicana de la Lengua.
- Ignacio Aguilar y Marocho. Periodista, escritor y político, miembro de la Junta de Notables que invitó a Maximiliano a gobernar México.
- Vicente García Torres. Periodista, fundador del periódico El Monitor Republicano.
- Filomeno Mata. Periodista destacado del Porfiriato.

### Personas destacadas

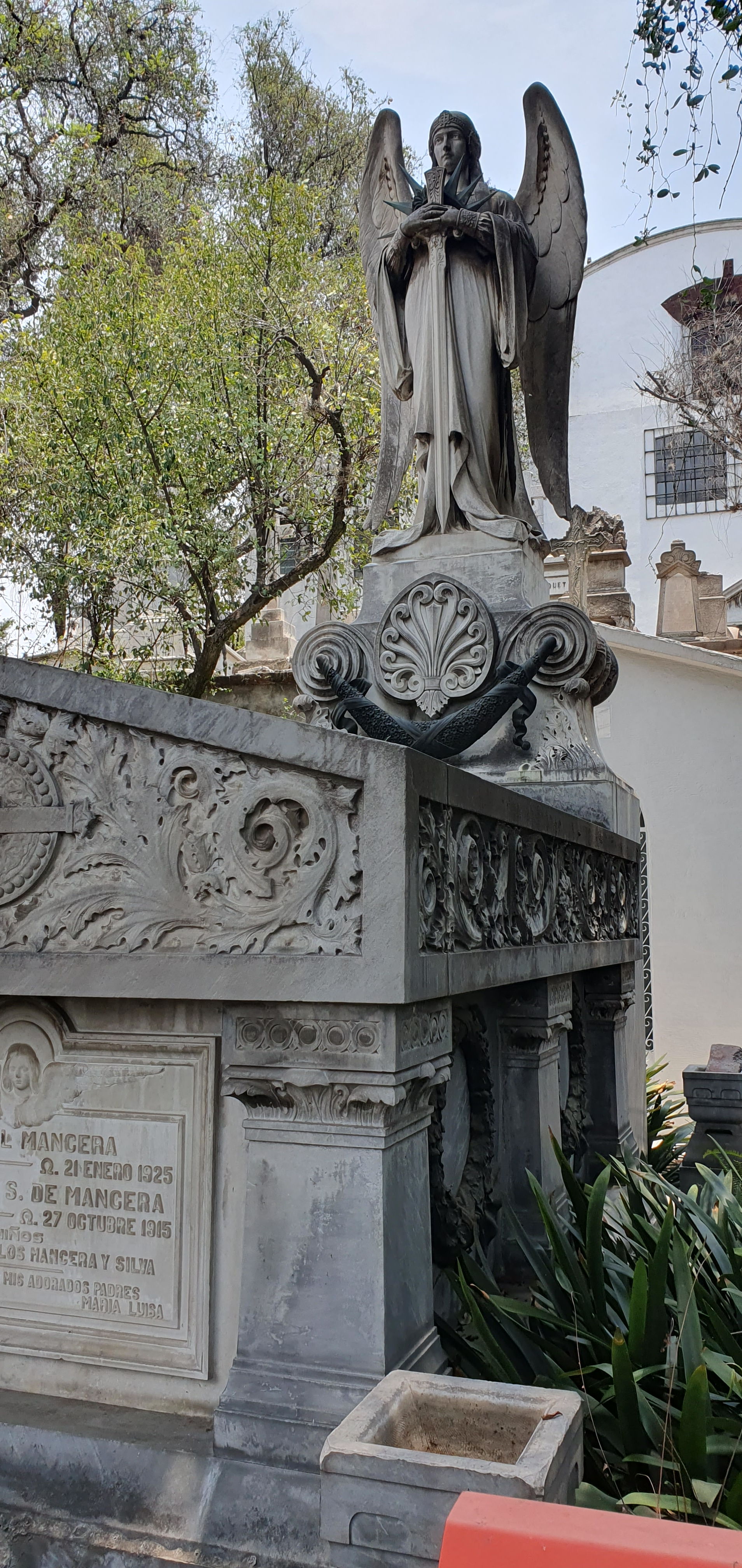
"Ángel de la Justícia", de Adolfo Octavio Ponzanelli, que custodia el sarcófago de Gabriel Mancera y de su esposa, Guadalupe S. de Mancera.

- Rafael Dondé Preciat, acaudalado empresario, político, filántropo.

- Ángel de Iturbide y Huarte (1816-1872), príncipe mexicano durante el Primer Imperio Mexicano por decreto del Congreso el 22 de junio de 1822. Hijo de Agustín de Iturbide, Emperador Constitucional de México.[5]
- Juan María García Quintana y Ronda. Dueño del terreno donde se encuentra actualmente el panteón y primer personaje en ser sepultado en este.
- Rafael Lucio. Médico notable del siglo XIX en México que se dedicó a estudiar la lepra, describiendo el fenómeno de Lucio. Médico de cabecera de Benito Juárez; redactó el acta de defunción de este en 1872.
- Gabriel Mancera (1810-1872), empresario de minas y filántropo; benefactor y donador de una estación de ferrocarril.
- Ernesto Elorduy Medina. Pianista destacado del fin del período romántico mexicano.
- Lorenzo de la Hidalga. Arquitecto español, nacionalizado mexicano muy reconocido del siglo XIX (Teatro Nacional, 1840).[5]
- Luis Segura Vilchis. Activista religioso y laico mexicano, autor material del atentado del 13 de noviembre de 1927 contra Álvaro Obregón por el que fue fusilado el 23 noviembre del mismo año junto al padre y beato Miguel Agustín Pro Juárez.
- Manuel María Contreras. Ingeniero en minas y escritor; ensayador de la Casa de la Moneda.
- Ponciano Díaz. El más afamado torero del siglo XIX.
- Bulmaro López Fernández. Músico, poeta, doctor y militar revolucionario.
- Emilio Dondé Preciat (1849-1905), destacado ingeniero y arquitecto, activo durante el Porfiriato.[5]
- Fernando Altamirano Carbajal. Médico y botánico. Director del Instituto Médico Nacional de 1888 a 1908.
- José María Velasco. El más importante paisajista y pintor del siglo XIX en México.
- Juan Agea (1861-1893), arquitecto mexicano. Educador en la Academia de San Carlos de la Ciudad de México.[5]
- Ramón Agea (1867-1926), arquitecto mexicano. Educador en la Academia de San Carlos de la Ciudad de México.[5]
- Rafael Alducin. Empresario y periodista; fundador del periódico Excélsior e introductor del Día de las madres en México.
- Francisco Campos y Ángeles. Religioso. Obispo de Tabasco y de Chilapa.
- José Torres Adalid. Aristócrata, descendiente directo de los Reyes de Navarra, Pamplona y Sobrarbe.

### Mujeres notables
- Josefa “Pepa” de Iturbide y Huarte (1814-1891), princesa mexicana durante el Primer Imperio Mexicano por decreto del Congreso el 22 de junio de 1822 y Princesa de Iturbide durante el Segundo Imperio Mexicano por Maximiliano de México. Hija de Agustín de Iturbide, Emperador Constitucional de México.
- Isidora Ortega de Lucio. Esposa del Dr. Rafael Lucio.
- Guadalupe S. de Mancera. Esposa del filántropo Gabriel Mancera.
- Aurelia Ochoa de Reyes. Esposa del Gral. Bernardo Reyes y madre del escritor Alfonso Reyes.
- Delfina Ortega Díaz (1845-1880), primera esposa de Porfirio Díaz. primera dama de México de 1876 a 1880.[5]
- Madre Cholita. Reconocida monja de la Basílica de Guadalupe.
- Dolores Tosta de López de Santa Anna (1827-1866), segunda esposa de Antonio López de Santa Anna. primera dama de México en 1847 y de 1853 a 1855.[5]
- Dolores Arriaga de Frizac. Hija de Jesús Arriaga "Chucho el Roto", famoso bandido de finales del siglo XIX en México.
- María Soledad Solórzano de Régules. Esposa del General Nicolás Régules.
- Gloria Campobello. coreógrafa y bailarina de ballet.[8]